# Alfred L. Werker
Alfred L. Werker (Deadwood, 2 de desembre de 1896 - Comtat d'Orange, 28 de juliol de 1975) va ser un director de cinema estatunidenc el treball del qual al cinema va abastar des de 1917 fins a 1957.
Després de diversos treballs de producció cinematogràfica i ajudant de direcció, Werker va codirigir la seva primera pel·lícula, Ridin' the Wind el 1925 al costat del director Del Andrews. Va ser contractat pels executius de Fox Film Corporation per tornar a rodar i reeditar la pel·lícula d'Erich von Stroheim Hello, Sister! ( 1933 ), coprotagonitzada per Boots Mallory i ZaSu Pitts.
La major part de l'obra de Werker no és gaire remarcable, però alguns van ser ben rebuts per la crítica. Entre aquestes pel·lícules hi havia The House of Rothschild (1934) i The Adventures of Sherlock Holmes (1939); aquesta darrera pel·lícula és considerada una de les millors de la sèrie de Sherlock Holmes. Lost Boundaries, inspirada en una història real d'un metge negre que passa per blanc, ha millorat en consens crític.
Durant la dècada de 1940, va dirigir diverses comèdies, com ara A-Haunting We Will Go (1942) de Laurel i Hardy.
A finals de la dècada de 1940, Werker va treballar per a l'estudi de cinema de sèrie B Eagle-Lion Films. Pel·lícules destacades d'aquell període inclouen l'únic thriller de misteri Repeat Performance (1947) i Ordre: Caça sense treva (1948). Aquesta darrera pel·lícula, però, va ser feta pel director no acreditat Anthony Mann. El 1949, Ordre: Caça sense treva va guanyar el premi del Festival Internacional de Cinema de Locarno a la millor pel·lícula policial.

## Filmografia
- 1925: Ridin' the Wind, juntament amb Del Andrews
- 1928: Pioneer Scout
- 1928: The Sunset Legion
- 1928: Kit Carson
- 1929: Blue Skies
- 1929: Chasing Through Europe
- 1930: Double Cross Roads
- 1930: The Last of the Duanes
- 1931: Fair Warning
- 1931: Annabelle's Affairs
- 1931: Heartbreak
- 1932: The Gay Caballero
- 1932: Bachelor's Affairs
- 1932: Rackety Rax
- 1933: Hello, Sister!
- 1933: It's Great to Be Alive
- 1933: Advice to the Lovelorn
- 1934: The House of Rothschild
- 1934: You Belong to Me
- 1935: Stolen Harmony
- 1936: Love in Exile
- 1937: We Have Our Moments
- 1937: Wild and Woolly
- 1937: Big Town Girl
- 1938: City Girl
- 1938: Kidnapped
- 1938: 'Gateway
- 1938: Up the River
- 1939: It Could Happen to You
- 1939: News Is Made at Night
- 1939: The Adventures of Sherlock Holmes
- 1941: The Reluctant Dragon
- 1941: Moon Over Her Shoulder
- 1942: The Mad Martindales
- 1942: Whispering Ghosts
- 1942: A-Haunting We Will Go
- 1944: My Pal Wolf
- 1946: Shock
- 1947: Repeat Performance
- 1947: Pirates of Monterey
- 1948: Ordre: Caça sense treva (He Walked by Night)
- 1949: Lost Boundaries
- 1951: Carregament tancat (Sealed Cargo)
- 1952: Walk East on Beacon!
- 1953: The Last Posse
- 1953: Nit salvatge (Devil's Canyon)
- 1954: A tres hores de la veritat (Three Hours to Kill)
- 1955: Canyon Crossroads
- 1955: At Gunpoint
- 1956: Rebel in Town
- 1957: The Young Don't Cry